# Vicepresidente de Uganda
El Vicepresidente de Uganda es el segundo funcionario ejecutivo más alto del gobierno de Uganda.  El cargo es designado por el presidente.

## Vicepresidentes (1963 - presente)
| Vicepresidente                             | Comienzo                | Finalización                      | Presidente           | Notas |
| ------------------------------------------ | ----------------------- | --------------------------------- | -------------------- | --- |
| William Wilberforce Kadhumbula Nadiope III | octubre de 1963         | abril de 1966                     | Mutesa II de Buganda | Depuesto durante la Crisis Mengo |
| John Babiiha                               | abril de 1966           | enero de 1971                     | Milton Obote         | Depuesto en el Golpe de Estado de 1971 |
| Vacante                                    | enero de 1971           | enero de 1977                     |                      | |
| Mustafa Adrisi                             | enero de 1977           | Disputado; de facto abril de 1978 | Idi Amin             | Adrisi fue destituido de hecho por el presidente Idi Amin en abril de 1978, pero se negó a aceptar su destitución como vicepresidente. Permaneció en Uganda hasta mediados de 1979, manteniendo un perfil bajo pero aún afirmando ser vicepresidente. Cuando Amin fue derrocado en la Guerra Uganda-Tanzania, Adrisi huyó al exilio donde continuó haciéndose pasar por vicepresidente. |
| Disputado; reclamado por Mustafa Adrisi    | noviembre de 1978       | diciembre de 1980                 |                      | |
| Paulo Muwanga                              | diciembre de 1980       | julio de 1985                     | Milton Obote         | Depuesto en el golpe de Estado de 1985 |
| Vacante                                    | julio de 1985           | 22 de enero de 1991               |                      | |
| Samson Kisekka                             | 22 de enero de 1991     | noviembre de 1994                 | Yoweri Museveni      | |
| Specioza Kazibwe                           | 18 de noviembre de 1994 | 21 de mayo de 2003                | Yoweri Museveni      | La primera mujer en África en ocupar el cargo de vicepresidenta de una nación soberana |
| Gilbert Bukenya                            | 23 de mayo de 2003      | 23 de mayo de 2011                | Yoweri Museveni      | |
| Edward Ssekandi                            | 24 de mayo de 2011      | 8 de junio de 2021                | Yoweri Museveni      | |
| Jessica Alupo                              | 8 de junio de 2021      | Incumbente                        |                      | |